# Хапров, Виктор Александрович
Хапро́в Виктор Александрович — директор Хорового училища им. М. И. Глинки с 2012 год по 2013 год .

## Биография
В 1983 года окончил Хоровое училище имени М. И. Глинки с красным дипломом.
Окончил Ленинградскую Консерваторию им. Н.А.Римского-Корсакова по классу композиции.
В 1988 году стал победителем Всесоюзного конкурса молодых композиторов.
C 1993 ведёт активную педагогическую деятельность.
С 1996 года выступает в мужском хоре «Оптина Пустынь».
С 1998 года занимается продюсерской и менеджерской деятельностью.
В 1998–2002 годах — директор Камерного Хора «Lege Artis» под управлением заслуженного деятеля России Б. Абальяна.
В течение ряда лет В. А. Хапров работал хормейстером хора мальчиков Хорового училища, являясь неизменным организатором и участником гастрольных туров хора в Данию, Германию, Латвию, Швейцарию.
Также Хапров В.А. работал над созданием и развитием проекта «Три баса-профундо», получивших известность не только среди слушателей России, но и за рубежом.

## Личная жизнь
Женат, воспитывает троих детей.